# くれない心中
『くれない心中』（-しんじゅう）は、東海テレビ制作・フジテレビ系列で、1978年11月20日～1979年1月19日に放送された昼ドラマである。1976年10月開始の同枠「あかんたれ」の大ヒットおよびロングランにより当初予定より延期して放送された。

## 概要
世間の常識に囚われずに愛を願い求める女性の物語。

## キャスト
- 葉子 - 范文雀
- 峰岸徹
- 井上 - 山内明
- 大野木克志
- 福田公子
- 潤ますみ

## スタッフ
- 監督:井上昭、榎本富士夫
- 脚本:清水邦夫、佐々木守
- 制作:東海テレビ、国際放映[1]